# سیب‌زمینی هندی

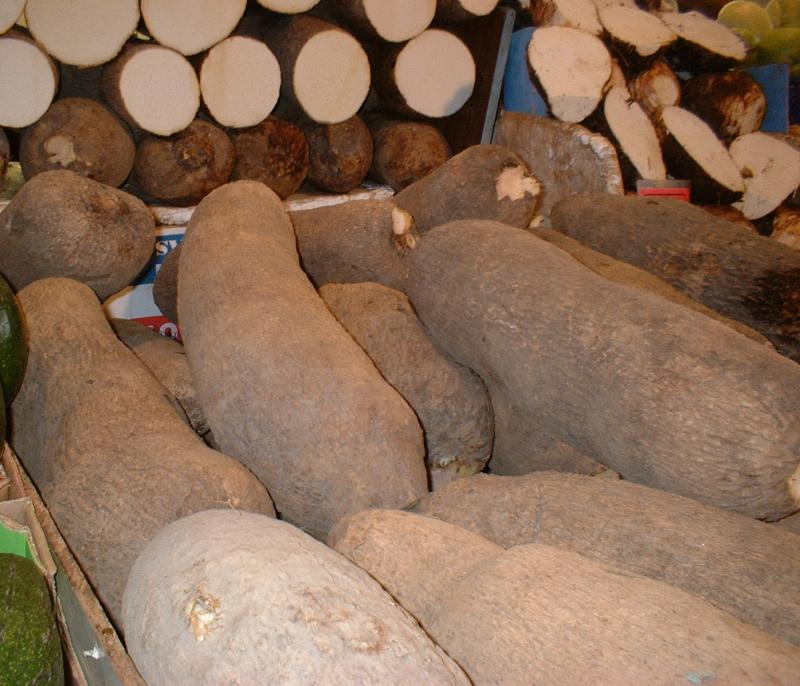
سیب‌زمینی هندی در بازاری در لندن.

سیب‌زمینی هندی نام مشترک برخی از گونه‌های گیاهی از گونه تمیس (خانواده تمیسیان) که به صورت تجه خوراکی هستند. نام‌های دیگر آن سیب‌زمینی شیرین و یام (انگلیسی: Yam) است.
سیب‌زمینی‌های هندی گیاهان چندساله علفی بالارونده‌ای هستند که برای مصرف غده‌های نشاستهای آن در آفریقا، آسیا، آمریکای مرکزی و جنوبی و اقیانوسیه کشت می‌شود.
انواع بسیار مختلفی از سیب‌زمینی هندی وجود دارد. اگر چه در بخش‌هایی از ایالات متحده و کانادا برخی از انواع سیب‌زمینی شیرین (Ipomoea batatas) نیز به نام «یام» شناخته می‌شود در صورتی که سیب‌زمینی شیرین از خانواده تمیسیان نیست و متعلق به گونه دیگری بنام شکوه صبح از خانواده پیچکیان است.